# Susanna Elm

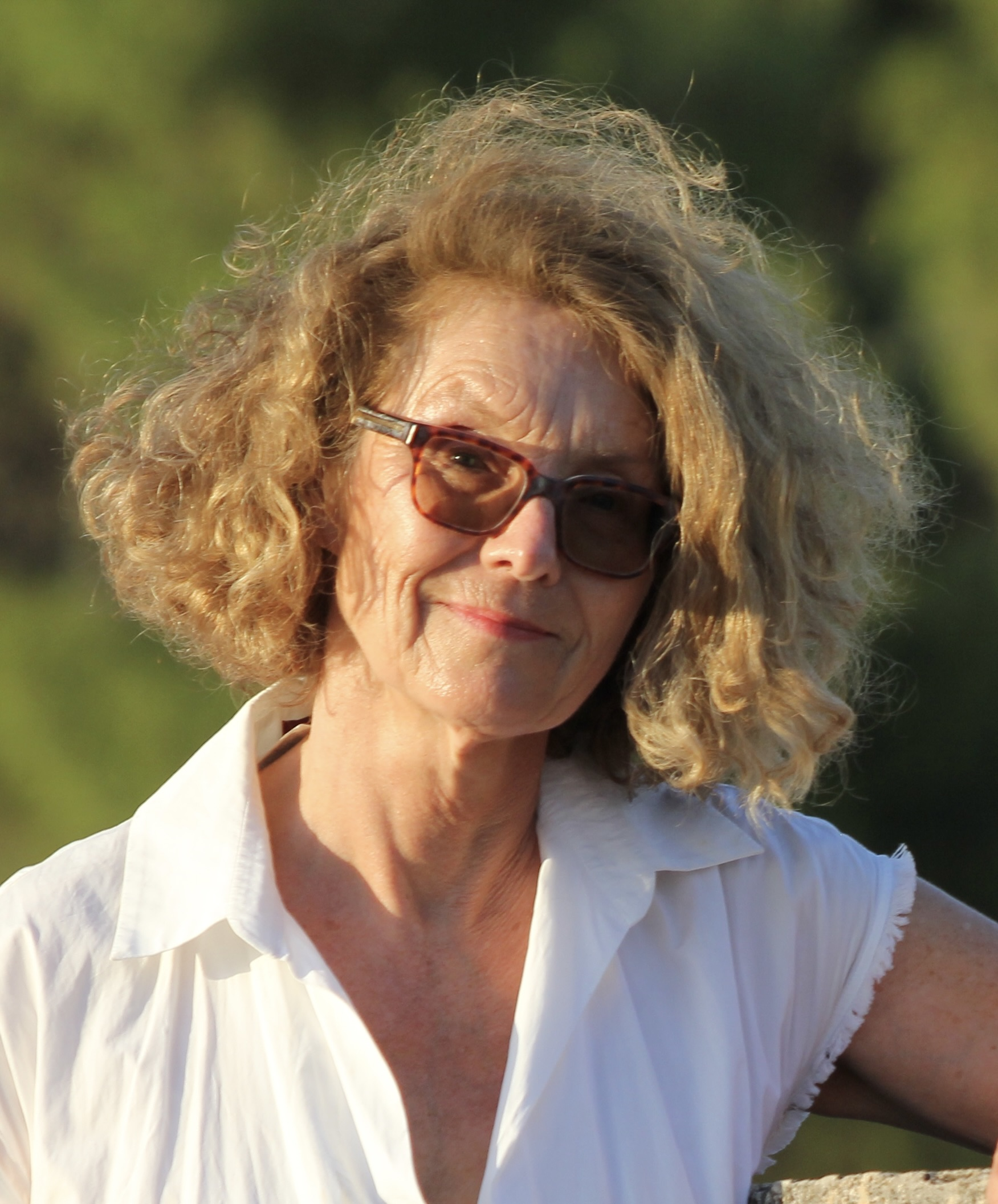
Susanna Elm, 2024

Susanna K. Elm (* 11. November 1959 in Münster) ist eine deutsche Althistorikerin mit einem Schwerpunkt in der Spätantike.
Susanna Elm, Tochter aus der Ehe des Historikers Kaspar Elm und seiner Frau Ingeborg, legte 1978 ihr Abitur am Gymnasium Leopoldinum in Detmold ab. Anschließend studierte sie Klassische Philologie und Geschichte an der Freien Universität Berlin. Sie wurde 1986 bei dem Althistoriker John F. Matthews am St Hilda’s College der University of Oxford promoviert mit The Organization and Institutions of Female Asceticism in Fourth-Century Cappadocia and Egypt. Anschließend arbeitete sie ein Jahr lang als Analyst bei Morgan Guaranty Trust, bevor sie 1989 Assistant Professor an der University of California, Berkeley wurde. Im Jahr 1994 wurde sie Associate Professor und seit 2002 hat sie eine Professur in Berkeley inne. Im Jahr 2021 wurde Elm in die British Academy gewählt.
Elm ist mit dem Tübinger Rechtswissenschaftler Martin Nettesheim verheiratet.

## Schriften (Auswahl)
- Virgins of God. The Making of Asceticism in Late Antiquity. Clarendon Press, Oxford 1994.
- Herausgeberin mit Naomi Janowitz: The „Holy Man“ Revisited (1971–1997). Charisma, Texts, and Communities in Late Antiquity. Sonderausgabe Journal of Early Christian Studies. Bd. 6, Heft 3, 1998.
- Herausgeberin mit Éric Rebillard, Antonella Romano: Orthodoxie, christianisme, histoire – Orthodoxy, Christianity, History. École française de Rome, Rome 2000.
- Herausgeberin mit Stefan N. Willich: Medical Challenges for the New Millennium – An Interdisciplinary Task. Kluver, New York/Amsterdam 2001.
- Herausgeberin mit Stefan N. Willich: Quo Vadis – Medical Healing. Past Concepts and New Approaches. Springer, New York 2009.
- Sons of Hellenism, Fathers of the Church. Gregory of Nazianzus, Emperor Julian, and the Christianization of the Late Roman Elites. University of California Press, Berkeley 2012.